# Eracliano (usurpatore)
Eracliano (in greco antico: Ἡρακλειανὸς?, Herakleianòs; in latino Heraclianus; ... – Cartagine, 7 marzo 413) fu un governatore e un usurpatore dell'Impero romano (412-413) contro l'imperatore Onorio.

## Biografia

### Contro Prisco Attalo
Eracliano si guadagnò il favore di Onorio quando assassinò con le proprie mani Stilicone (22 agosto 408); per questo atto fu ricompensato con l'incarico a Comes Africae, comandante militare dell'importante diocesi d'Africa, nel tardo 408. Paolo Orosio afferma che Eracliano non fu mandato in Africa che nel 409, dopo che Prisco Attalo ebbe preso la porpora in Roma; del resto nel 408 fu comes in Africa un certo Giovanni, ucciso dalla popolazione. Zosimo invece afferma che Eracliano succedette a Batanario, marito della sorella di Stilicone e mandato a morte da Onorio.

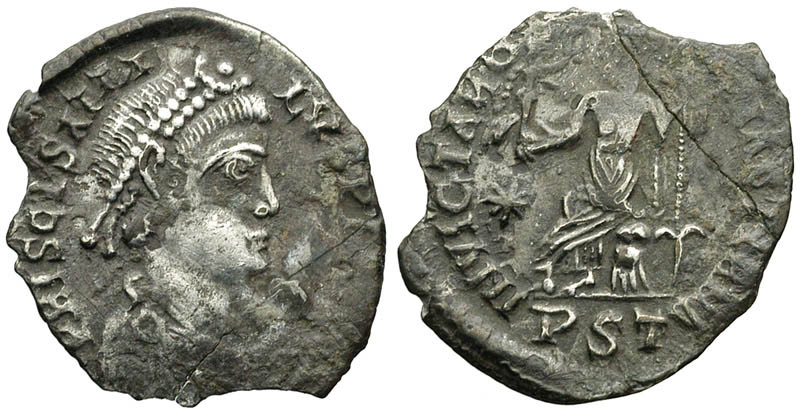
Moneta di Prisco Attalo

Nel 409 Prisco Attalo si ribellò ad Onorio, che si trovava a Ravenna, prendendo il potere a Roma col sostegno dei Visigoti di re Alarico I. Eracliano rimase fedele a Onorio e fece mettere sotto controllo i porti principali dell'Africa, bloccando l'esportazione di grano dalla sua provincia alla città di Roma, che da questo dipendeva, causando l'affamamento della popolazione romana.
La reazione di Attalo fu di non inviare in Africa un contingente, che sarebbe stato ovviamente sotto controllo visigoto; ingannato da falsi vaticinii o a causa della propria gelosia per i Visigoti, mandò un suo rappresentante, Costante, da solo, contando sull'autorità del suo uomo di esautorare Eracliano o sulla insurrezione dei provinciali.
Le cose, però, non andarono come Attalo si era augurato e Costante fu ucciso, mentre Eracliano poté inviare una significativa somma di denaro a Onorio, rinchiuso in Ravenna, sottraendola a degli inviati di Attalo che con essa avrebbero dovuto comprare il sostegno delle popolazioni locali per il pretendente a Roma. Quando Attalo infine rifiutò di affidare a Drumas, candidato di Alarico, il comando di una spedizione militare contro Eracliano, il re visigoto lo obbligò ad abdicare (410). Il fatto che Alarico avesse intenzione di mandare contro Eracliano un contingente ridotto, di soli 500 uomini, indica che le forze del comes erano molto poche; è però plausible che Eracliano avesse il sostegno delle popolazioni locali, in quanto Onorio aveva concesso un editto di tolleranza ai donatisti, seguaci di una eresia cristiana molto diffusa in Africa, e proprio in quel periodo.

### Usurpazione contro Onorio

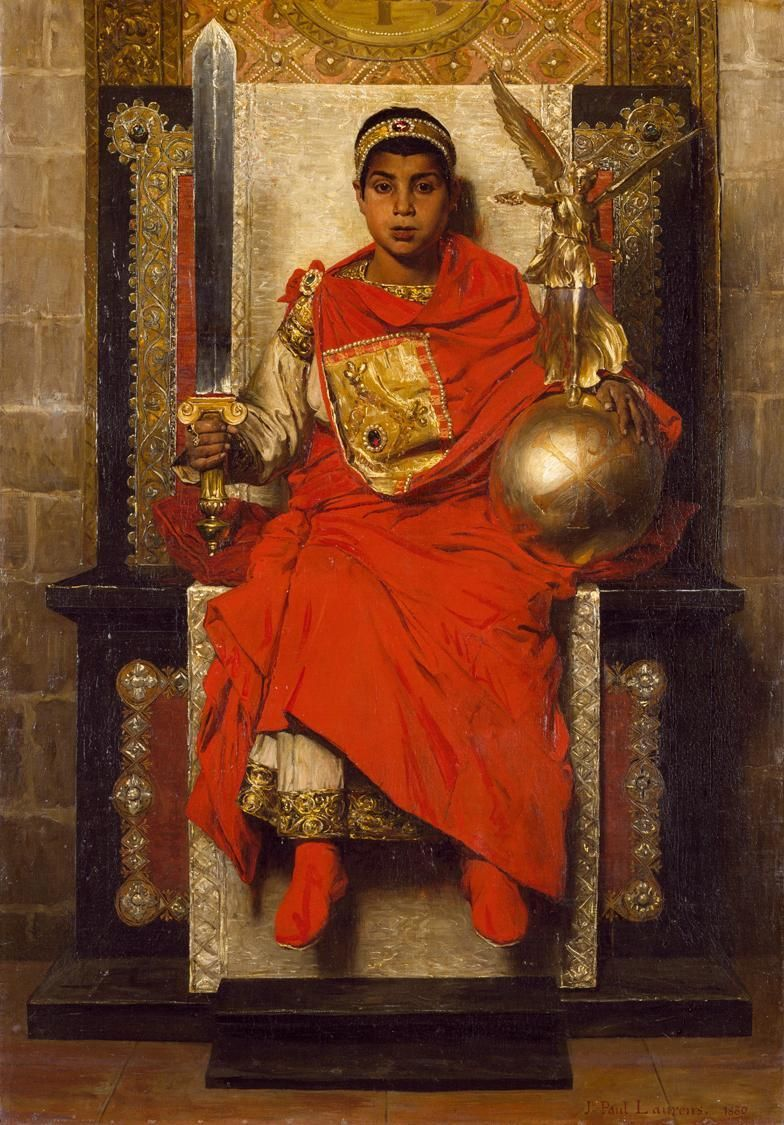
L'imperatore Onorio, Jean-Paul Laurens, 1880

Nel 412, Eracliano ricevette la comunicazione di essere stato designato al consolato per l'anno successivo, ma probabilmente non esercitò mai le prerogative del ruolo, in quanto ebbro di orgoglio, e istigato da Sabino, un uomo della sua casa che aveva preso come genero, si rivoltò contro Onorio, proclamandosi Augusto. Il suo primo atto fu di interrompere la fornitura di grano, come aveva fatto contro Attalo, il secondo di raccogliere navi (pare 3 700) e truppe per l'invasione dell'Italia. Onorio decretò Eracliano e i suoi seguaci nemici pubblici, condannandoli a morte, con un editto stilato a Ravenna il 7 luglio 412.
Nel 413 Eracliano si recò in Italia con un grosso esercito, per affrontare Onorio, ma fu sconfitto e ucciso. Esistono due versioni della caduta di Eracliano: nella prima, Eracliano arrivò in Italia e si mosse su Roma, ma, allarmato dall'arrivo del comes Marino abbandonò il proprio esercito e fuggì a Cartagine, dove fu messo a morte il 7 marzo; la seconda versione lo vuole sconfitto a Utriculum (forse Ocriculum, l'odierna Otricoli, in Umbria, e quindi sulla strada tra Roma e Ravenna), in una battaglia che vide 50 000 morti, e poi in fuga verso l'Africa, dove avrebbe trovato la morte presso il tempio di Memoria a Cartagine, giustiziato da emissarii di Onorio. Le due versioni sarebbero compatibili, accettando la possibilità che la battaglia sia stata combattuta dall'esercito di Eracliano dopo che l'usurpatore l'avesse abbandonato. Sabino, il genero di Eracliano, fuggì a Costantinopoli, ma, rimandato indietro dopo qualche tempo, fu condannato all'esilio.
Il nome di Eracliano non appare nei Fasti consulares, il documento che elenca i consoli romani, in quanto un editto di Onorio avrebbe ordinato la decadenza del consolato di Eracliano e la cancellazione del suo nome, lasciando Flavio Lucio l'unico console per il 413. Gli atti dell'usurpatore vennero annullati; i suoi beni, che si scoprì fossero costituiti da 2 000 libbre d'oro e terreni che valevano altrettanto, vennero confiscati e dati a Flavio Costanzo.
Sofronio Eusebio Girolamo lo accusa di aver trattato male coloro che si erano rifugiati presso di lui a Cartagine per sfuggire ad Attalo a Roma e di essere un ubriacone e un corrotto.